# Eurybia franciscana
Eurybia franciscana is een vlindersoort uit de familie van de prachtvlinders (Riodinidae), onderfamilie Riodininae.
Eurybia franciscana werd in 1862 beschreven door C. & R. Felder.